# Joseph James DeAngelo
Joseph James DeAngelo, Jr. (ur. 8 listopada 1945 w Bath) - amerykański seryjny morderca, znany jako Golden State Killer. W latach 1975 - 1986 dopuścił się serii 13 morderstw, 51 gwałtów i 120 włamań w okolicach Sacramento.
W trakcie popełniania przestępstw DeAngelo pracował jako policjant, dzięki czemu wiedział jak zacierać ślady by pozostać nieuchwytnym. DeAngelo został zidentyfikowany jako sprawca zbrodni, dzięki badaniom genetycznym. Aresztowano go w kwietniu 2018 r. Po zatrzymaniu, DeAngelo przyznał się do popełnienia morderstw, w celu uniknięcia kary śmierci. W sierpniu 2020 r. został skazany na karę dożywotniego pozbawienia wolności.

## Ofiary
1. Claude Snelling (45 l.) - 11 września 1975 
2. Brian Maggiore (21 l.) - 2 lutego 1978
3. Katie Maggiore (20 l.) - 2 lutego 1978
4. Robert Offerman (44 l.) - 30 grudnia 1979
5. Debra Manning (35 l.) - 30 grudnia 1979
6. Charlene Smith (33 l.) - 13 marca 1980
7. Lyman Smith (43 l.) - 13 marca 1980
8. Keith Harrington (24 l.) - 19 sierpnia 1980
9. Patrice Harrington (27 l.) - 19 sierpnia 1980
10. Manuela Witthuhn (28 l.) - 6 lutego 1981
11. Cheri Domingo (35 l.) - 27 lipca 1981
12. Gregory Sanchez (27 l.)  - 27 lipca 1981
13. Janelle Cruz (18 l.) - 4 maja 1986